# Berceni (cartier)
Berceni este un cartier situat în sectorul 4 al capitalei. 
Acesta este situat în sudul orașului, fiind mărginit de:
- Șoseaua Olteniței (nord și est);
- Șoseaua Giurgiului (vest);
- Străzile Turnu Măgurele și Luica (sud).

Cartierele mărginașe sunt:
- Cartierul Apărătorii Patriei (est)
- Cartierul Văcărești (nord și est)
- Cartierul Eroii Revoluției (nord)
- Cartierul Giurgiului (vest)

## Istoric
Este un fost cartier muncitoresc, compus în principal din blocuri de apartamente de la 1 până la 5 camere, construit începând cu anii 1963. 
Are o populație stabilă de aproximativ 110.000 de locuitori.

## Galerie de imagini

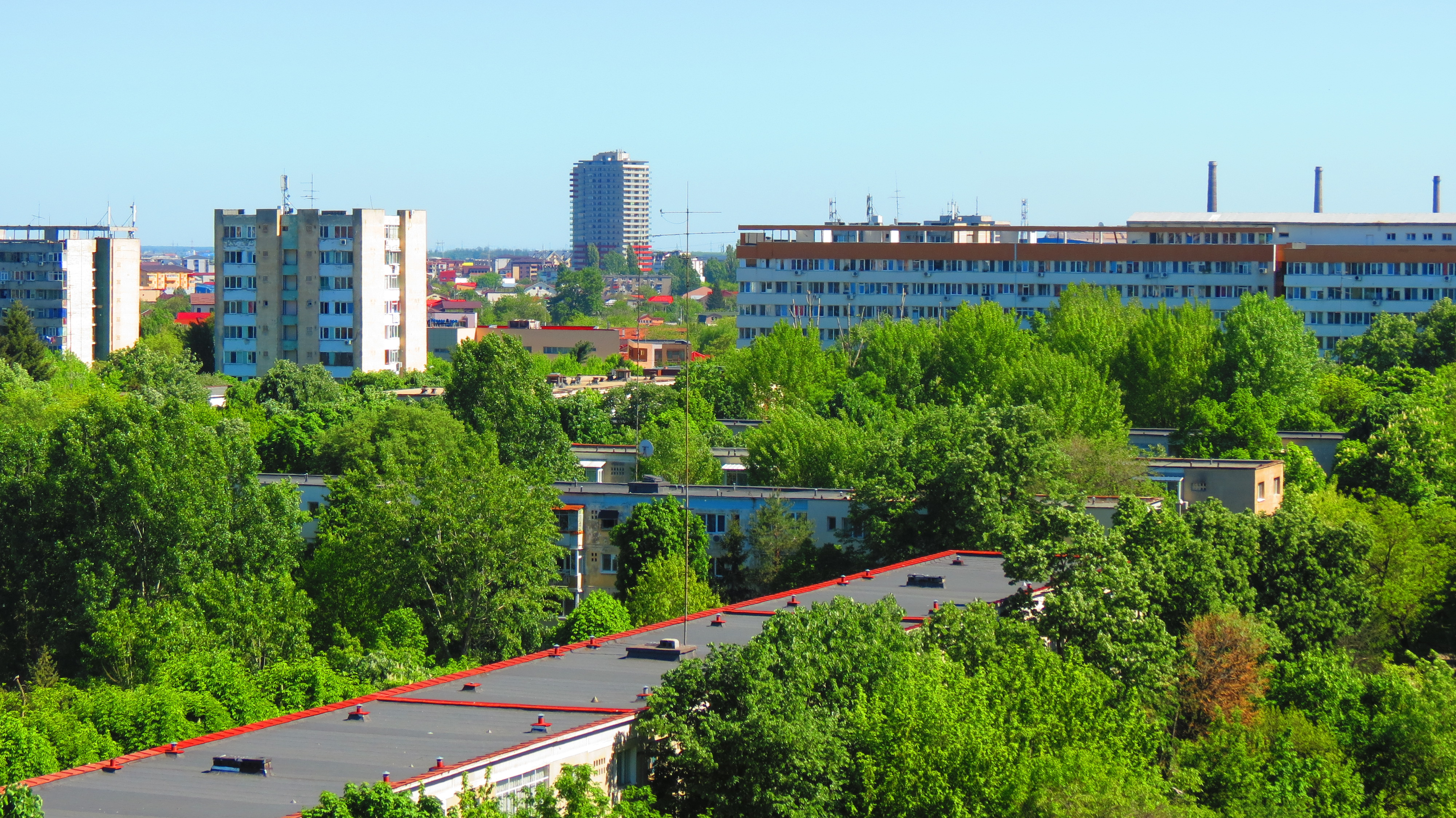
Panoramă a cartierului Berceni
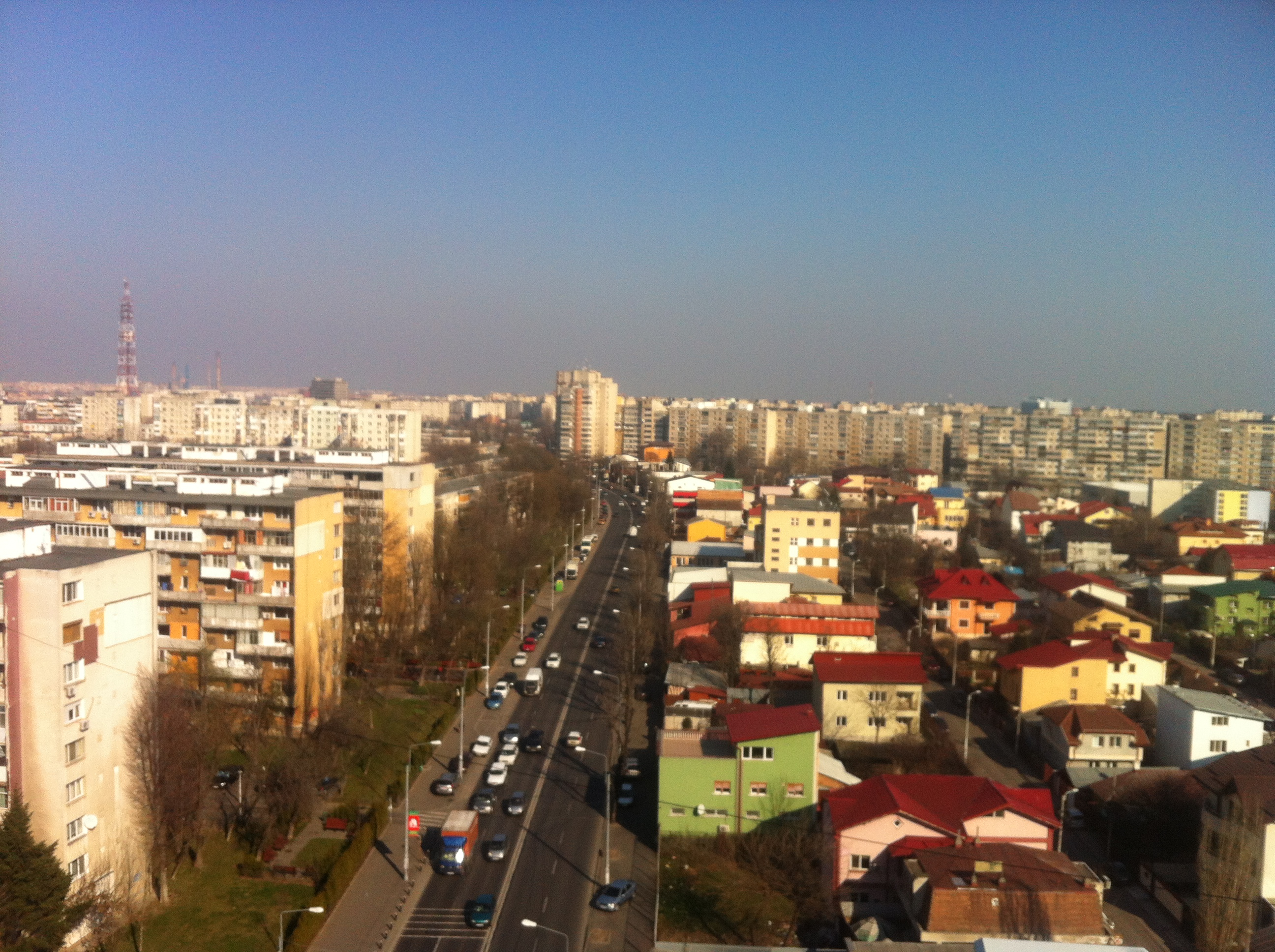
Strada Nițu Vasile
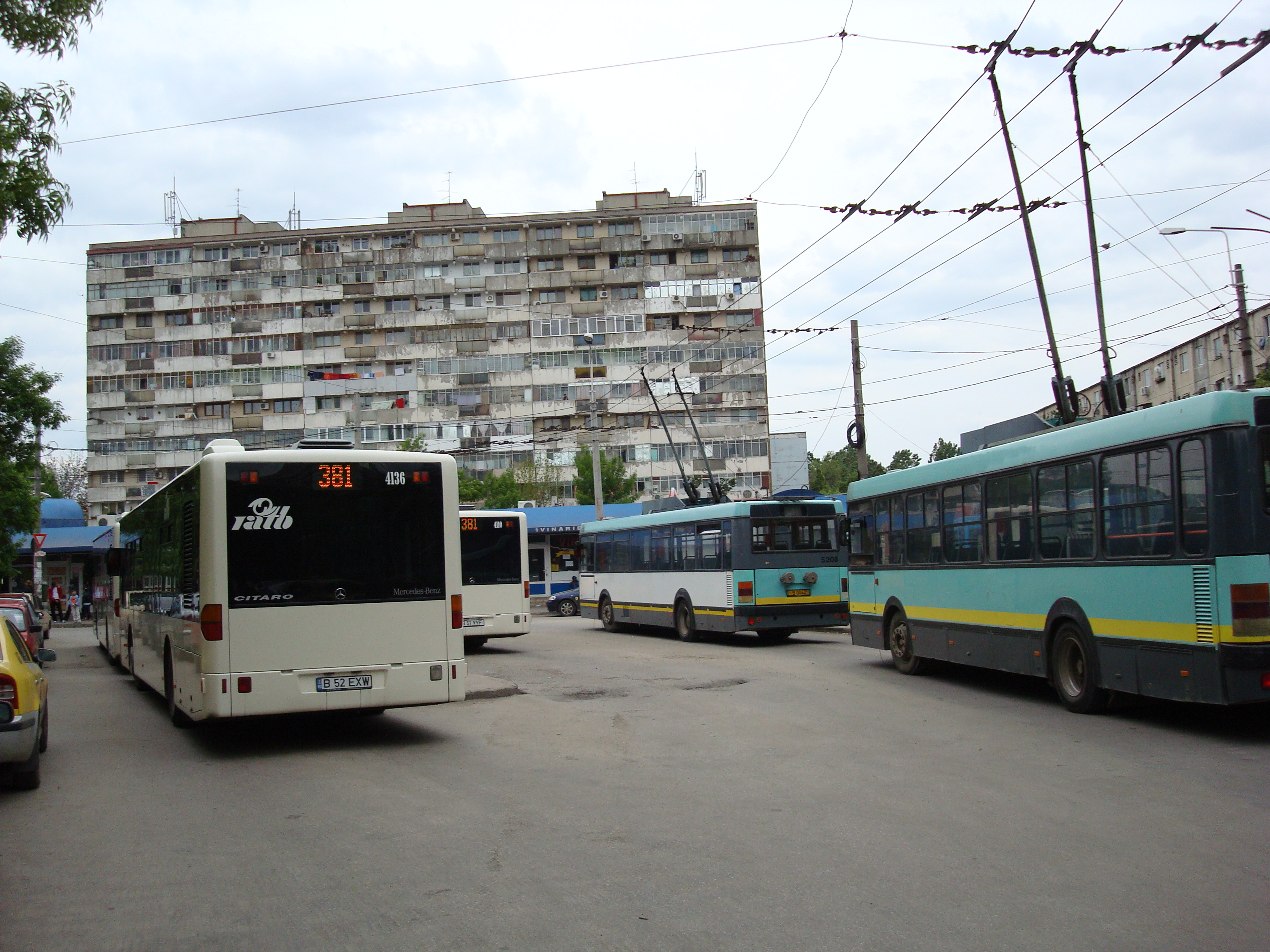
Piața Reșița
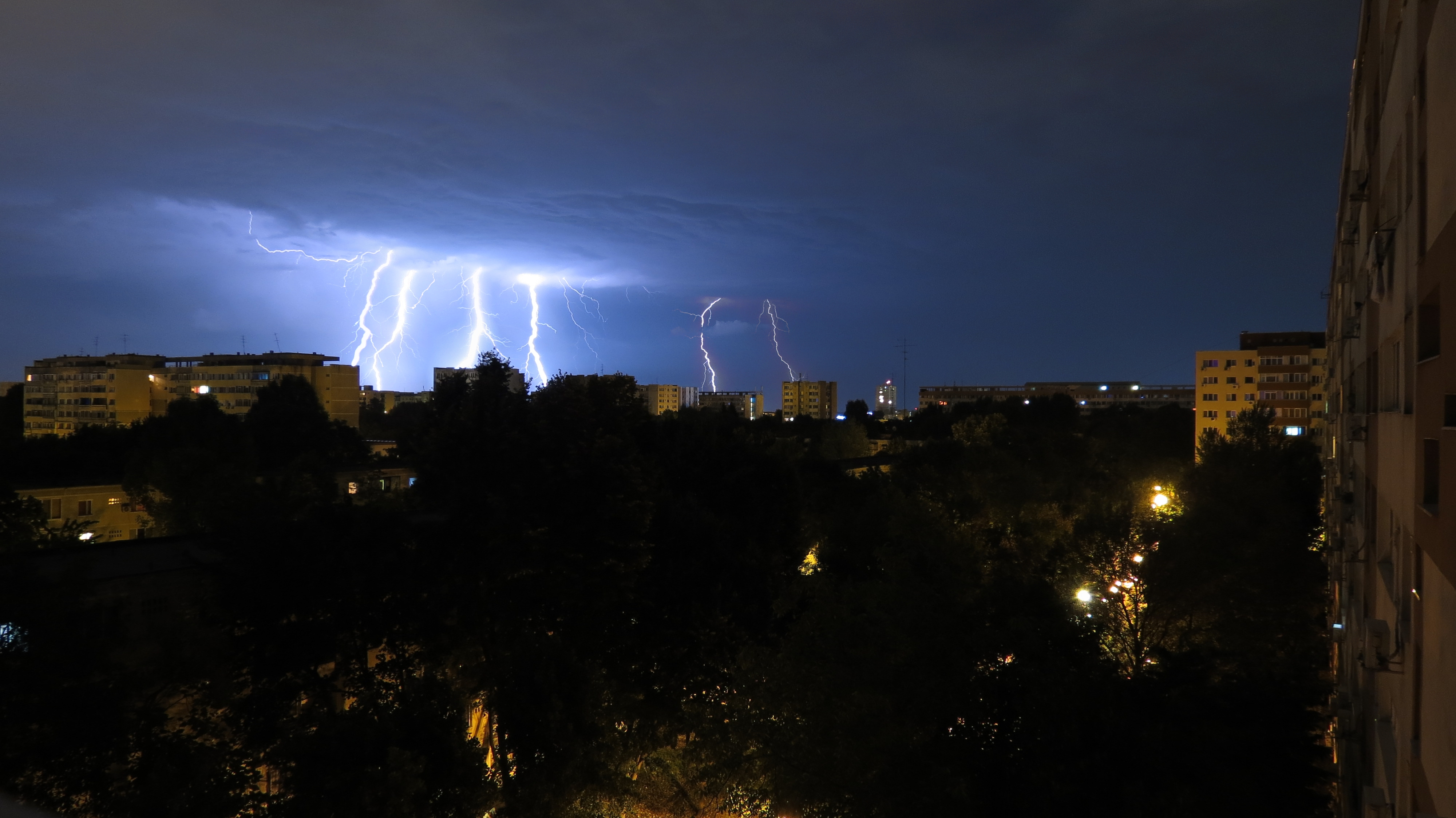
Stacked lights in Berceni
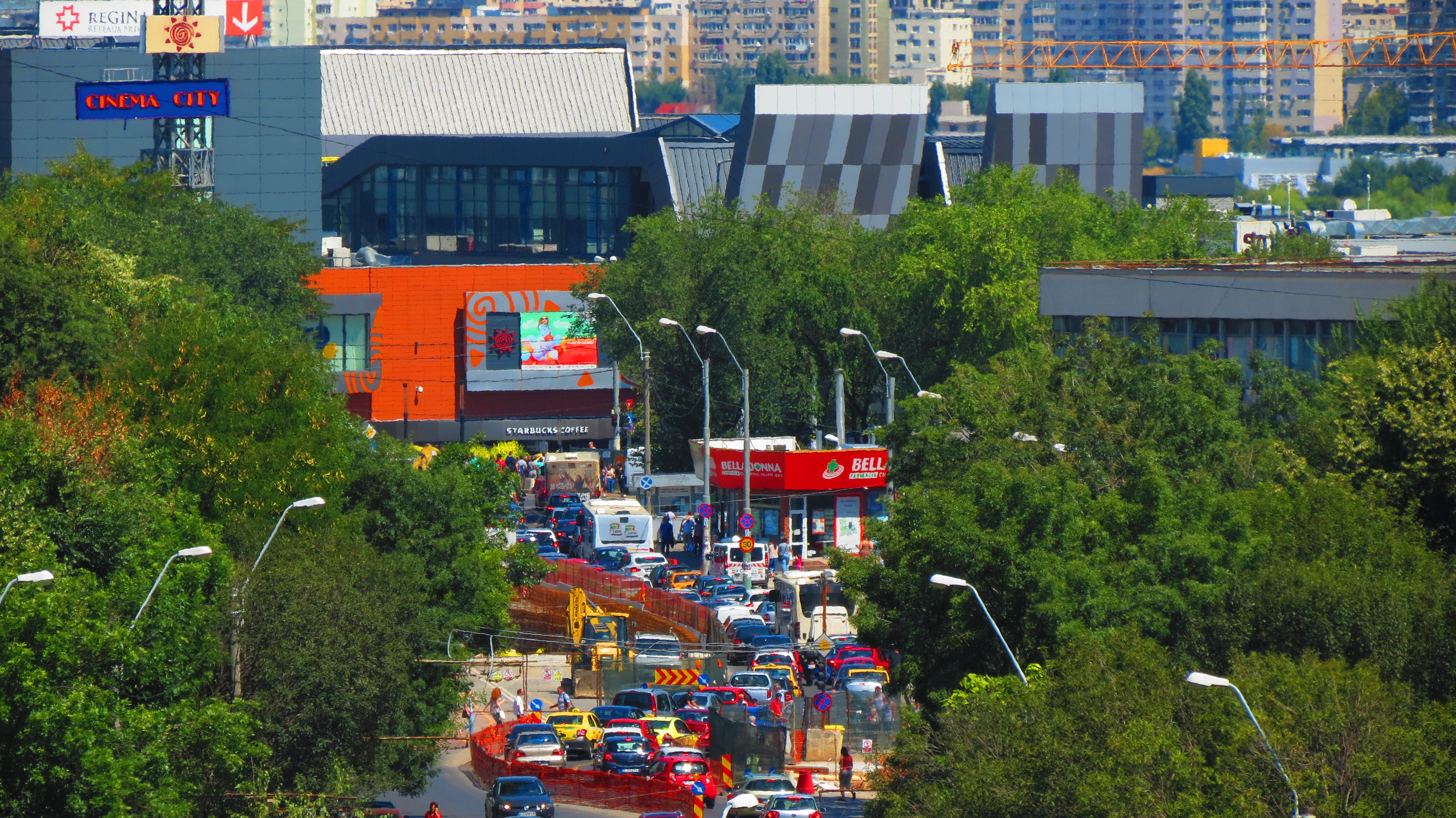
Vedere spre Piata Sudului (Big Berceni) 3
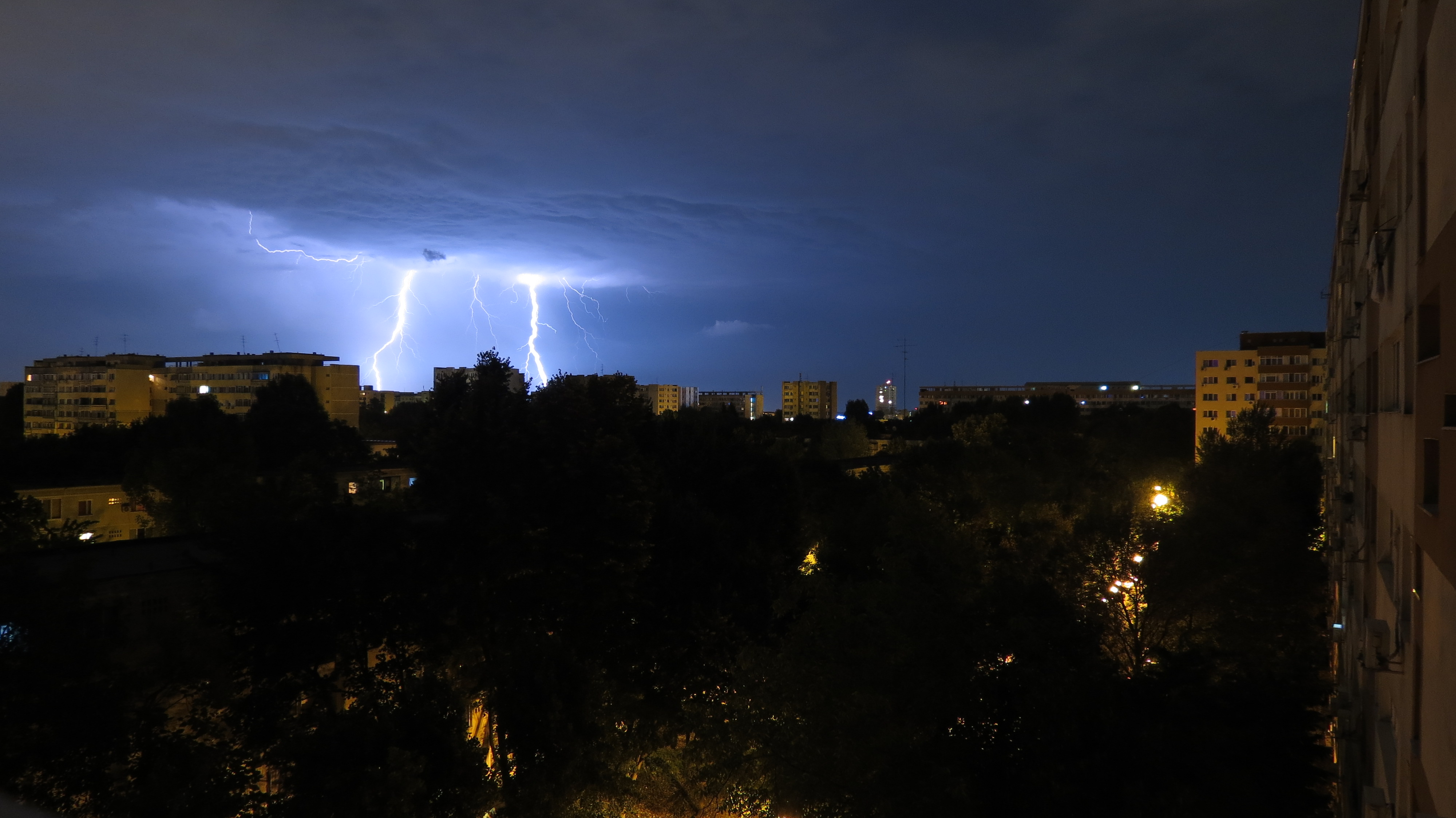
Fulgere in Berceni 2016
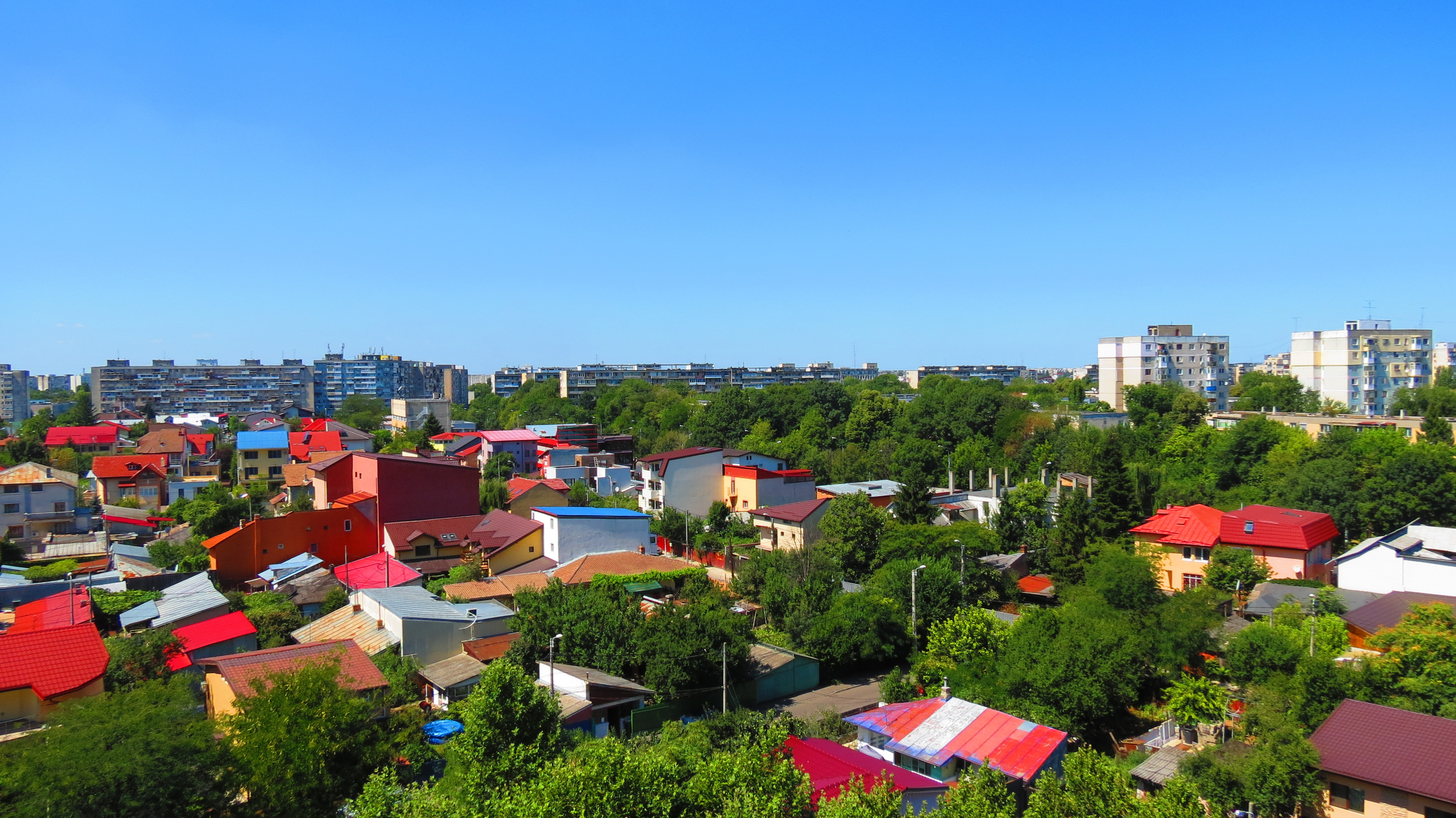
Panorama din Berceni (poza din blocul OD1
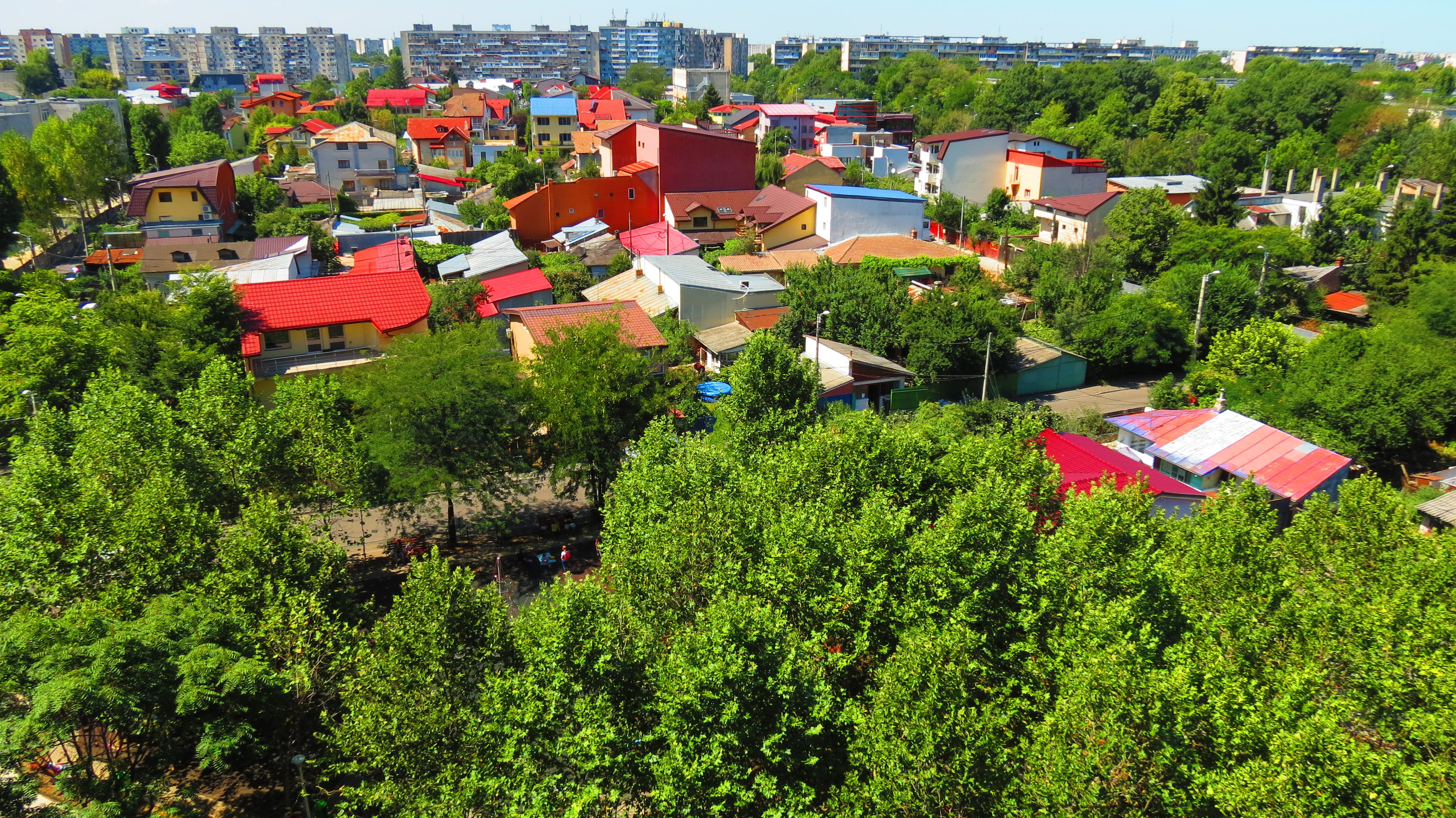
Panorama din Berceni 2 (poza din Blocul OD1)
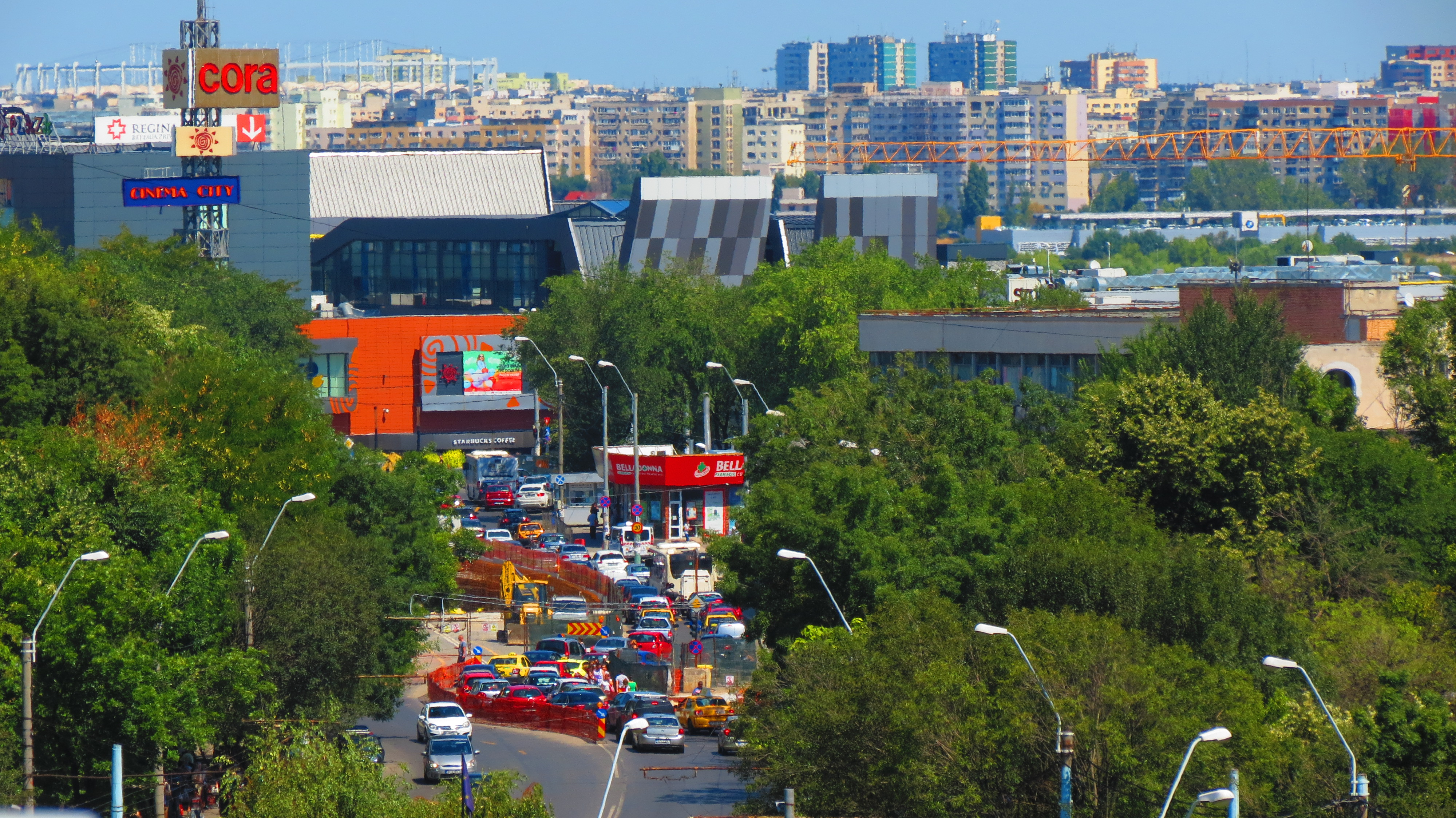
Vedere spre Piata sudului (Big Berceni)
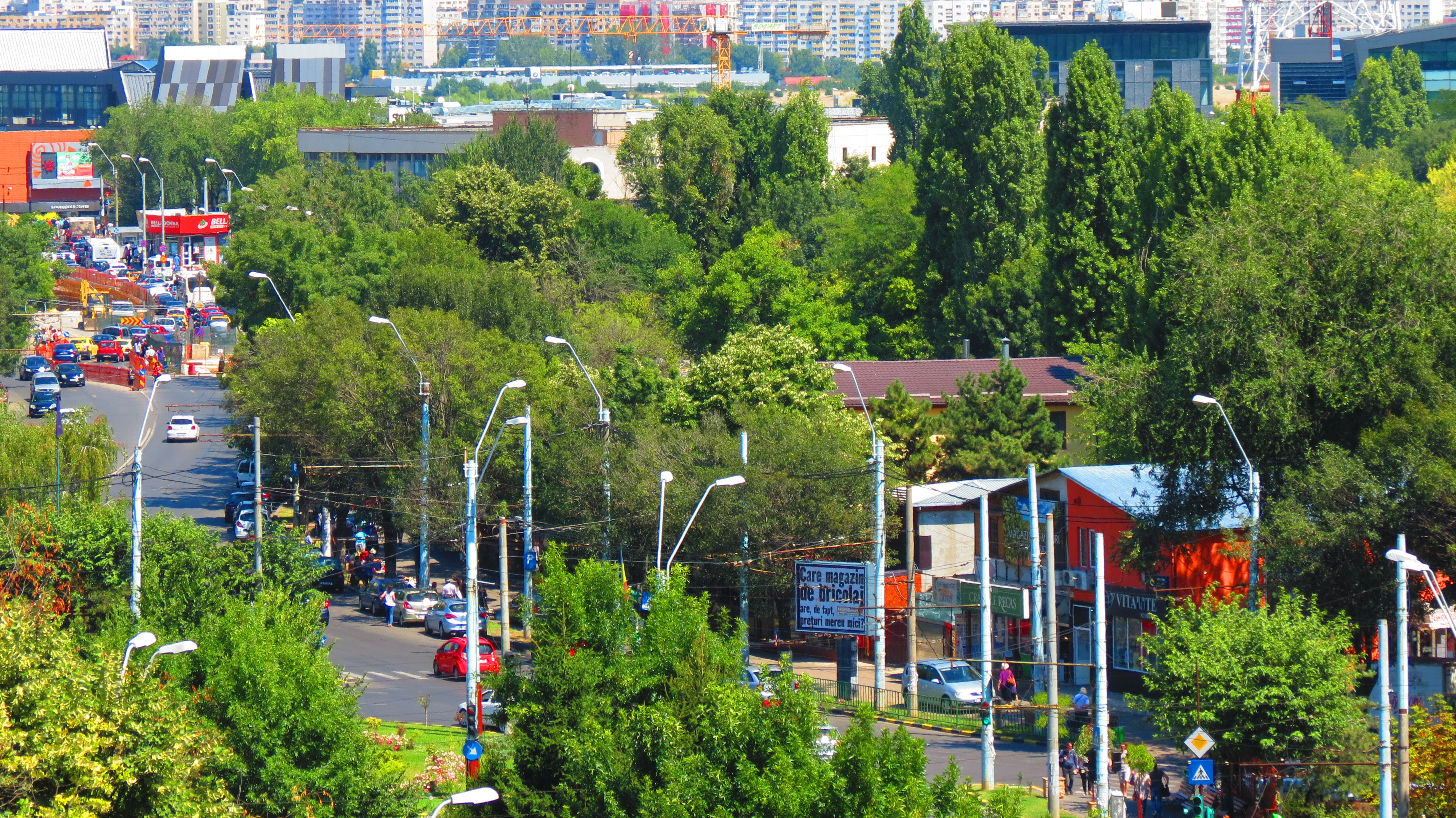
Vedere spre Piata Sudului (Big Berceni) 1
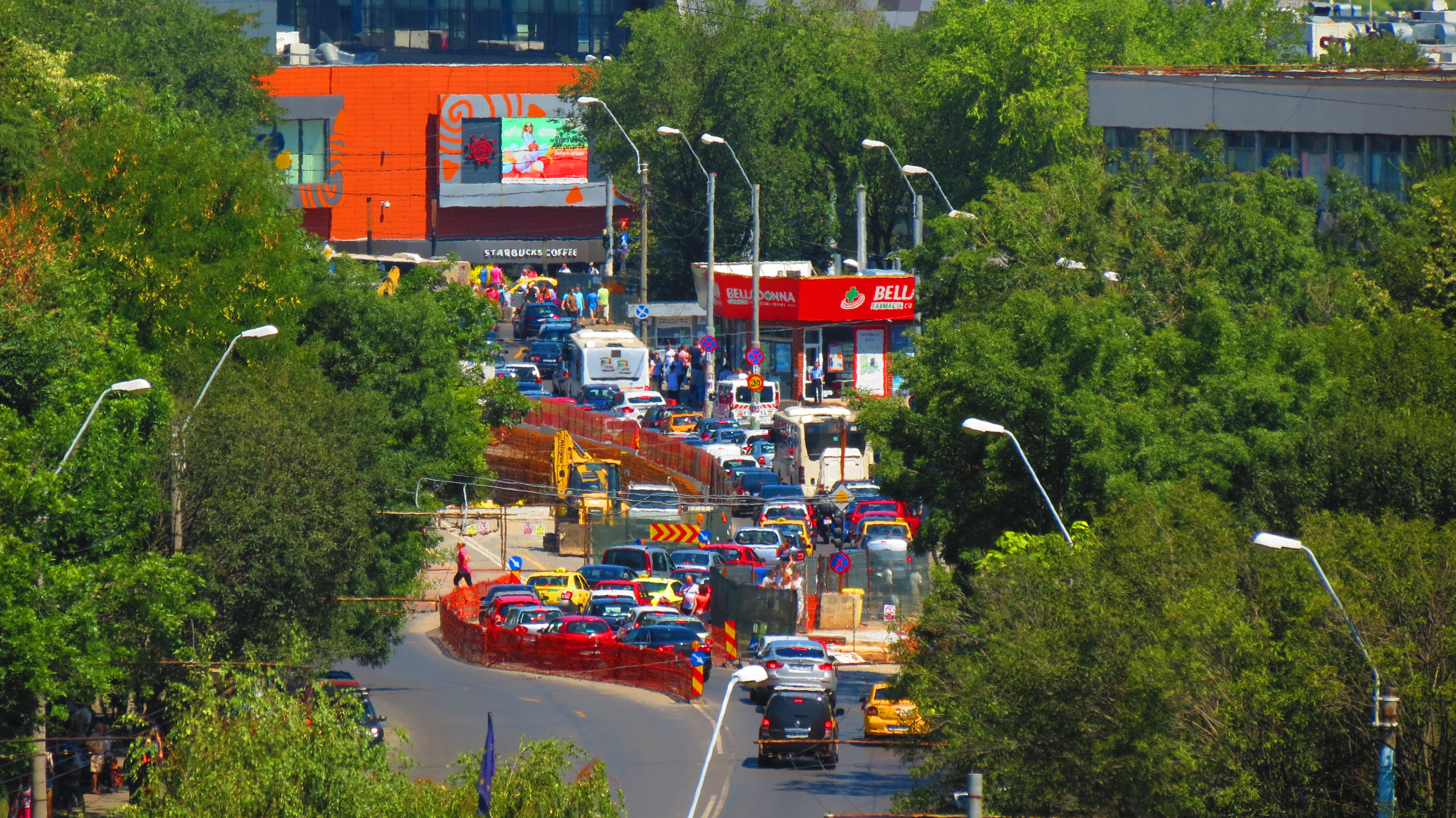
Vedere spre Piata Sudului (Big Berceni) 2